# Rot an der Rot
Rot an der Rot este o comună din landul Baden-Württemberg, Germania. Comuna este situată pe cursul micului râu Rot, de unde îi provine și numele (an der Rot din nume înseamnă „pe (râul) Rot”).
1. ↑   http://www.statistik.baden-wuerttemberg.de/BevoelkGebiet/Bevoelkerung/01515020.tab?R=GS426100 Lipsește sau este vid: |title= (ajutor)